# Ceratoryctoderus candezei
Ceratoryctoderus candezei är en skalbaggsart som beskrevs av Snellen van Vollenhoven 1866. Ceratoryctoderus candezei ingår i släktet Ceratoryctoderus och familjen Dynastidae. Inga underarter finns listade i Catalogue of Life.